# 將軍澳跨灣連接路
將軍澳跨灣連接路（英語：Tseung Kwan O Cross Bay Link）是香港的一座跨海大橋，於2018年7月12日動工，2022年12月11日上午8時通車，連接路全長1.8公里，其中約1公里為海上高架橋，為全港首條附設單車徑、行人路及觀景台的雙線雙程分隔車道的海上「多功能」高架橋，以高架方式跨過新界西貢區將軍澳，連接將軍澳東岸及西岸，即大赤沙（將軍澳創新園）、小赤沙（日出康城）及調景嶺、將軍澳市中心，也連接將軍澳藍田隧道（6號幹線一部分），將軍澳跨灣連接路則不屬於6號幹線一部分，而此橋亦是全港跨度最大、預製最重的鋼拱橋，車速限制為每小時80公里。

## 歷史
自將軍澳新市鎮發展，由於來往九龍、東區海底隧道與將軍澳只有將軍澳隧道、寶琳路（經寶琳北路／寶琳南路）、清水灣道（經坑口道／影業路）與只連接維景灣畔的私家路（即澳景路），香港政府於1998年計劃興建一條跨海大橋，為大約4.8公里的雙線雙程行車路，連接將軍澳－藍田隧道，並且接通藍田和東區海底隧道各交通網絡，整個工程預計耗資106億港元。
將軍澳跨灣連接路的基礎建設工程於2009年年展開，預計整個項目於2016年年完成。
2013年5月10日，香港政府刊憲興建將軍澳跨灣連接路。
2018年2丶月，運輸及房屋局和土木工程拓展署向立法會提交的文件披露連接將藍隧道的將軍澳跨灣連接路造價約56億元，較政府2008年初步估算的22億元升1倍半。若撥款獲批，最快2018年下半年施工，料2022年竣工。
2018年7月12日，中國路橋工程有限責任公司中標將軍澳跨灣連接路主橋及相關工程，合約總額25億元，工程包括興建將軍澳跨灣連接路的主橋及附屬高架道路，以及進行相關的土木、結構、海事、機電、環境美化及環境保護與緩解工程。
2018年10月26日，利基土木工程有限公司中標將軍澳跨灣連接路－D9路及相關工程，合約總額約7.57億元，工程包括興建D9路及進行相關的土木、結構、環境美化及環境保護與緩解工程。
2019年3月28日，將軍澳跨灣連接路工程舉行動土典禮。出席者包括時任運輸及房屋局常任秘書長黎以德。
2021年2月16日，將軍澳跨灣連接路其中一節的雙拱鋼橋於南通市製造，從常熟經海路運抵香港，進行安裝。此雙拱鋼橋以預製方式建造，經過一年半的生產及裝嵌。
2021年2月26日，雙拱鋼橋成功安裝在在將軍澳灣的橋墩上，土木工程拓展署指，由於雙拱鋼橋重逾萬公噸，工程人員採用「浮托法」配合潮汐進行安裝，這是香港首次以「浮托法」建造橋樑，由早上7時開始，至中午12時前完成，整個過程歷時近5小時。
2022年11月14日，運輸及物流局正式宣佈將軍澳跨灣連接路於12月11日通車。
2022年11月20日，公益金百萬行是公益金自疫情爆發以來首度恢復舉辦實體步行籌款，在將軍澳跨灣連接路舉行，1.5萬名市民可以在這個將軍澳新地標正式啟用前，親身踏足全港首條同時具備行車道、單車徑及行人路的海上高架橋上步行。不過所有參與者須持「藍碼」及符合疫苗通行證的接種要求，活動當日亦需出示快測陰性結果及在活動範圍內全程戴口罩等。大會亦規定參加者不可穿著帶有侮辱、政治等成分的服飾，亦不得進行違反國安法行為。而記者亦發現大橋疑似有螺絲未擰好及擰歪，也有接駁位不平。橋墩石屎亦發現有裂縫。
2022年12月11日，將軍澳跨灣連接路正式啟用。

## 設計概念

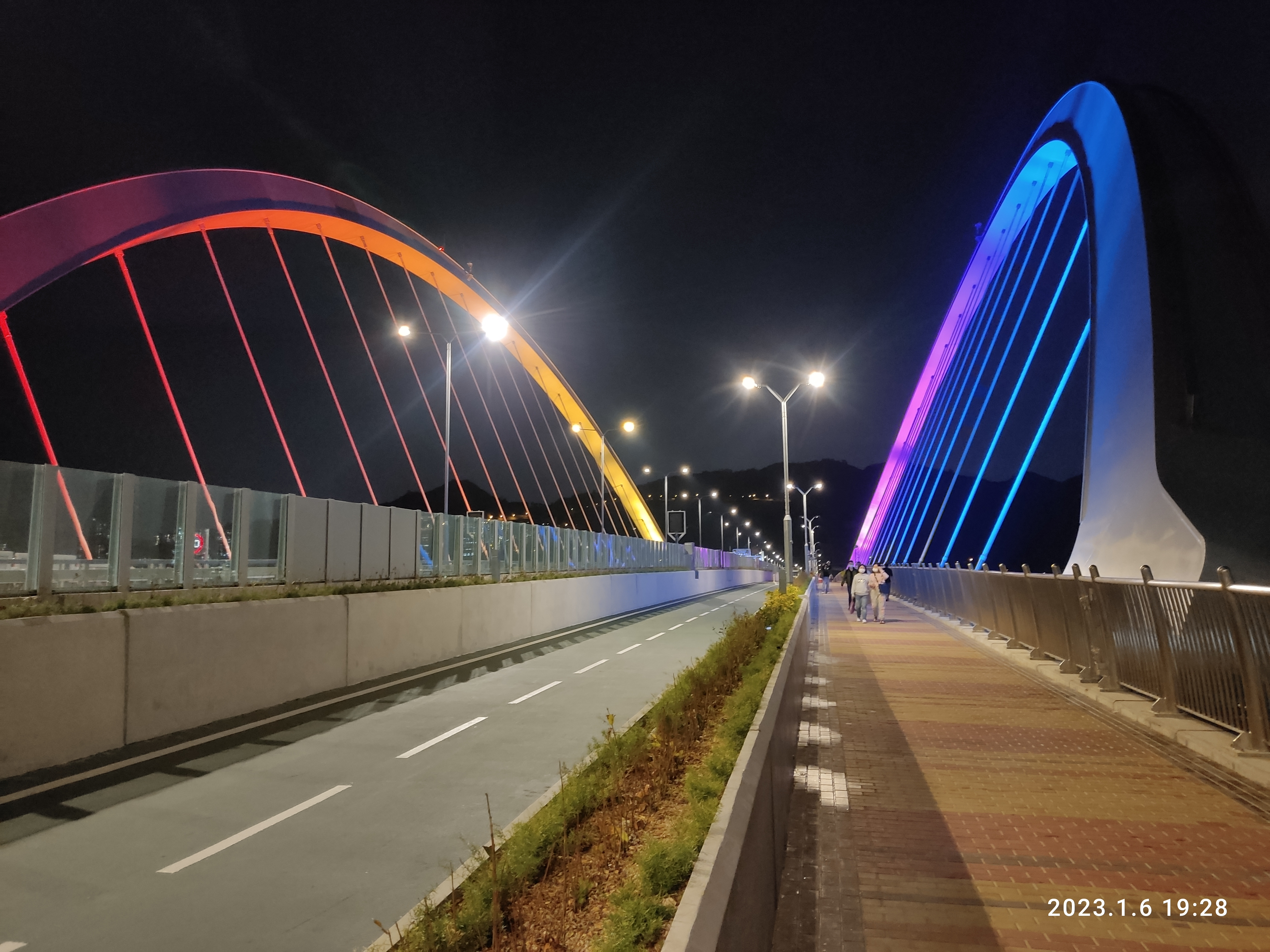
晚上的天橋設LED燈光

當局於2009年完成第一階段公眾參與及設計概念徵集活動，於2010年初制訂了6個大橋設計方案，其中4個為斜拉橋，其餘2個則為拱橋。經過詳細分析公眾參與活動結果及技術評估，當局選定「活力無限」為跨灣連接路大橋的基礎設計方案，指出橋上主跨兩個向外傾斜的橋拱設計，呈現出代表無限的數學符號「∞」。

## 行人道及單車徑
大橋北側設有行人道及單車徑，全長約1.8公里，其中約1公里為海上高架橋。當風速達每小時40公里時，當局將會將行人路和單車徑封閉。

## 圖片

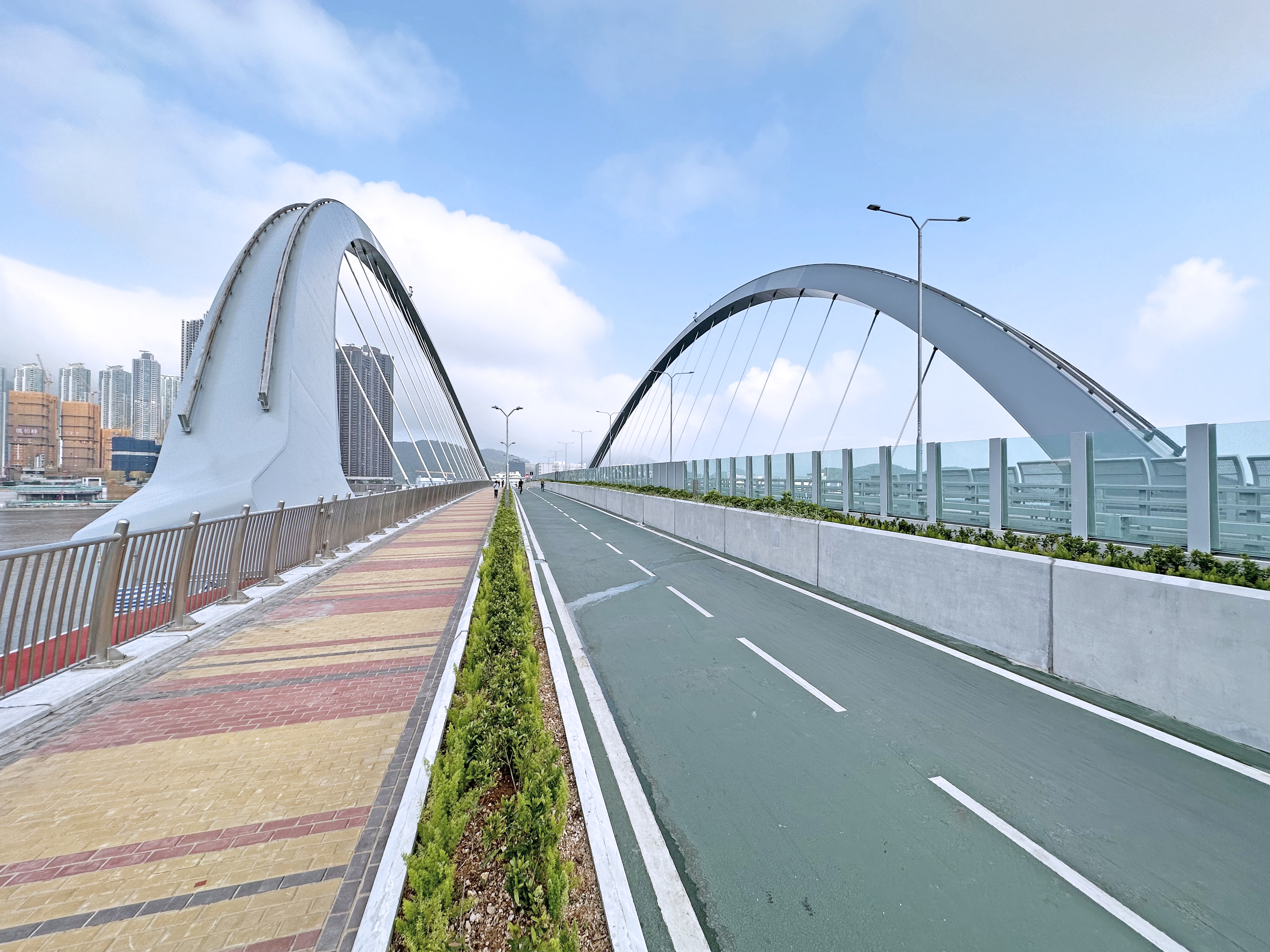
大橋主跨（橋上角度）
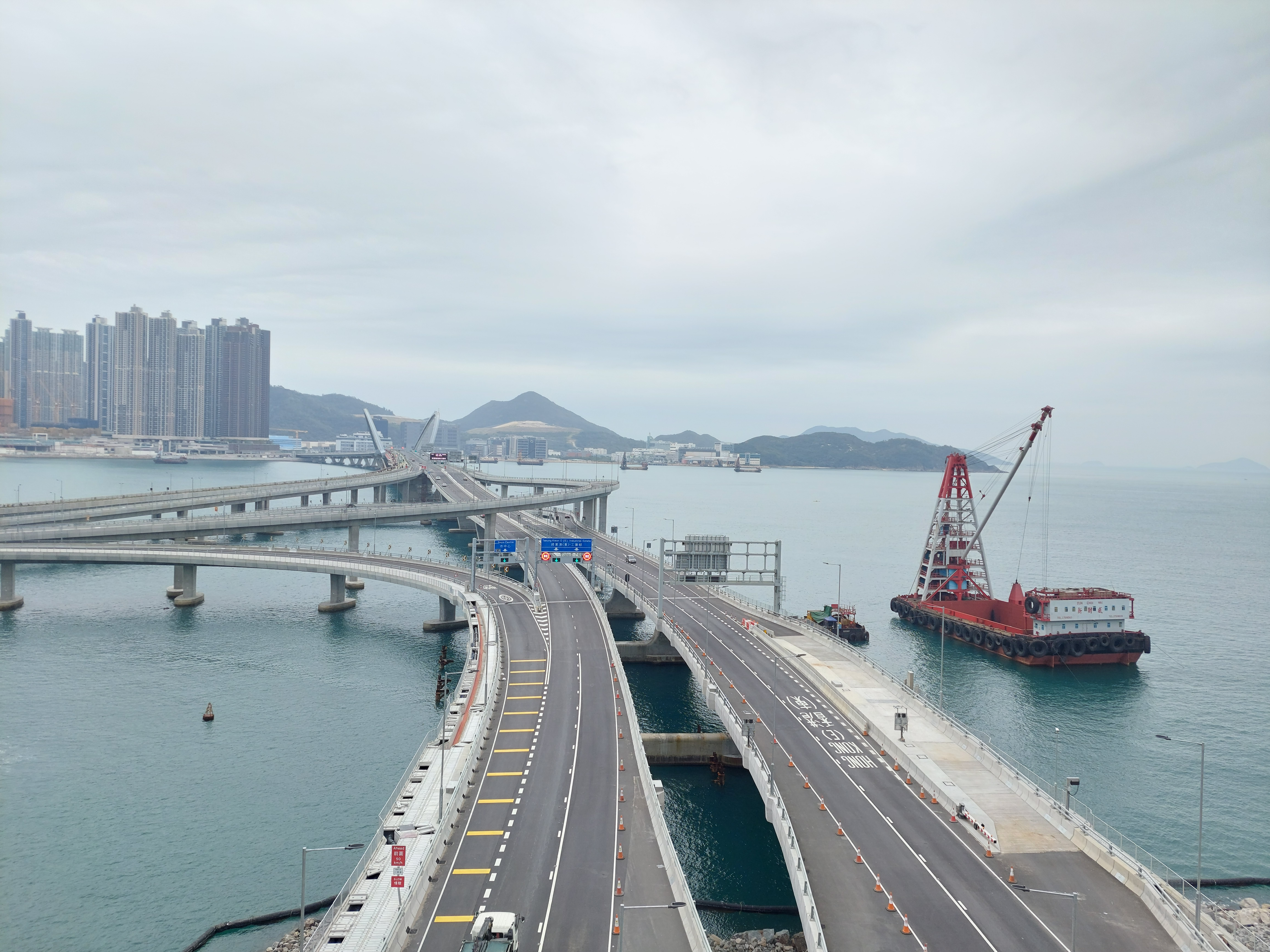
華永徑角度的跨灣大橋
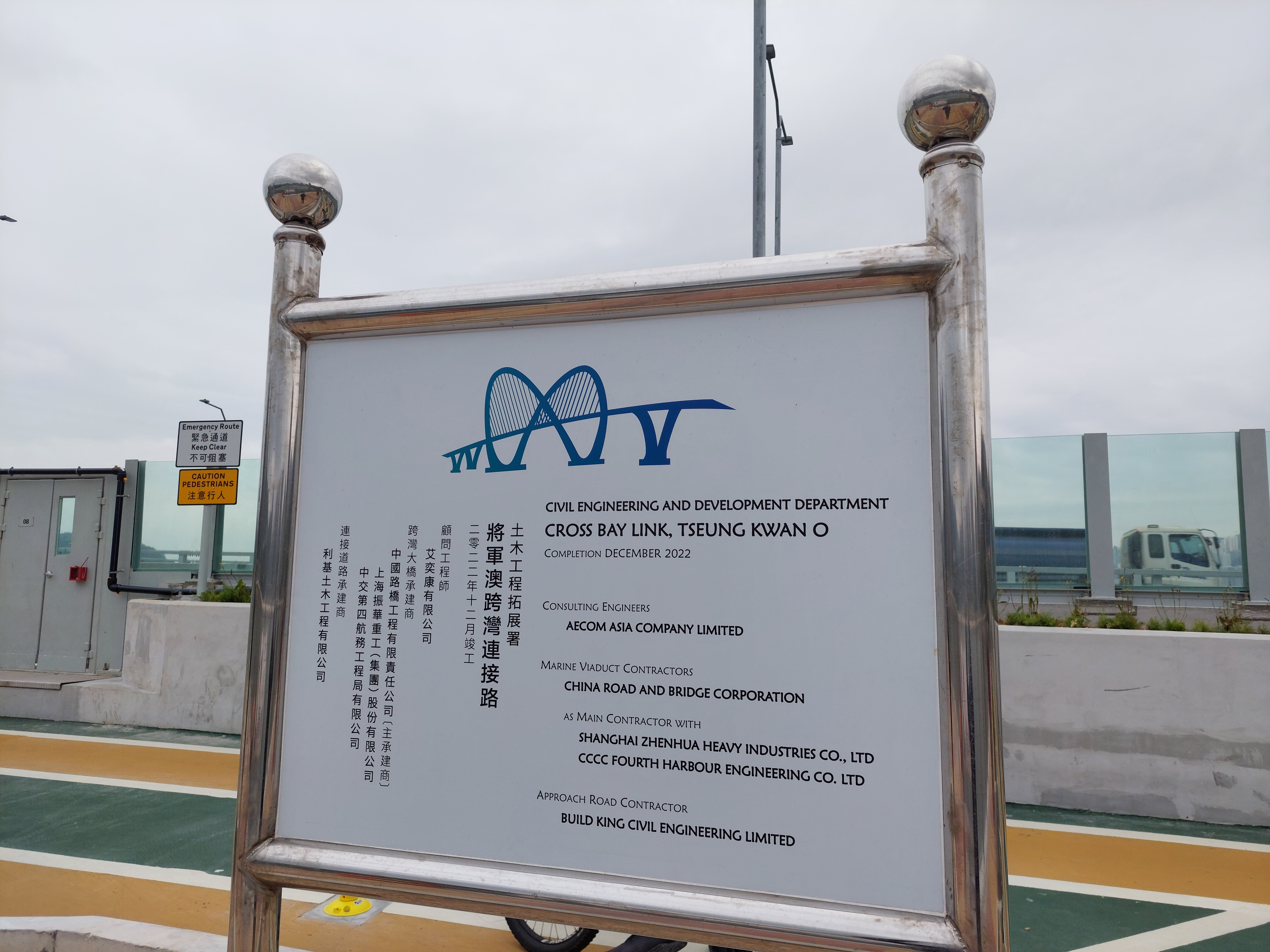
竣工紀念碑
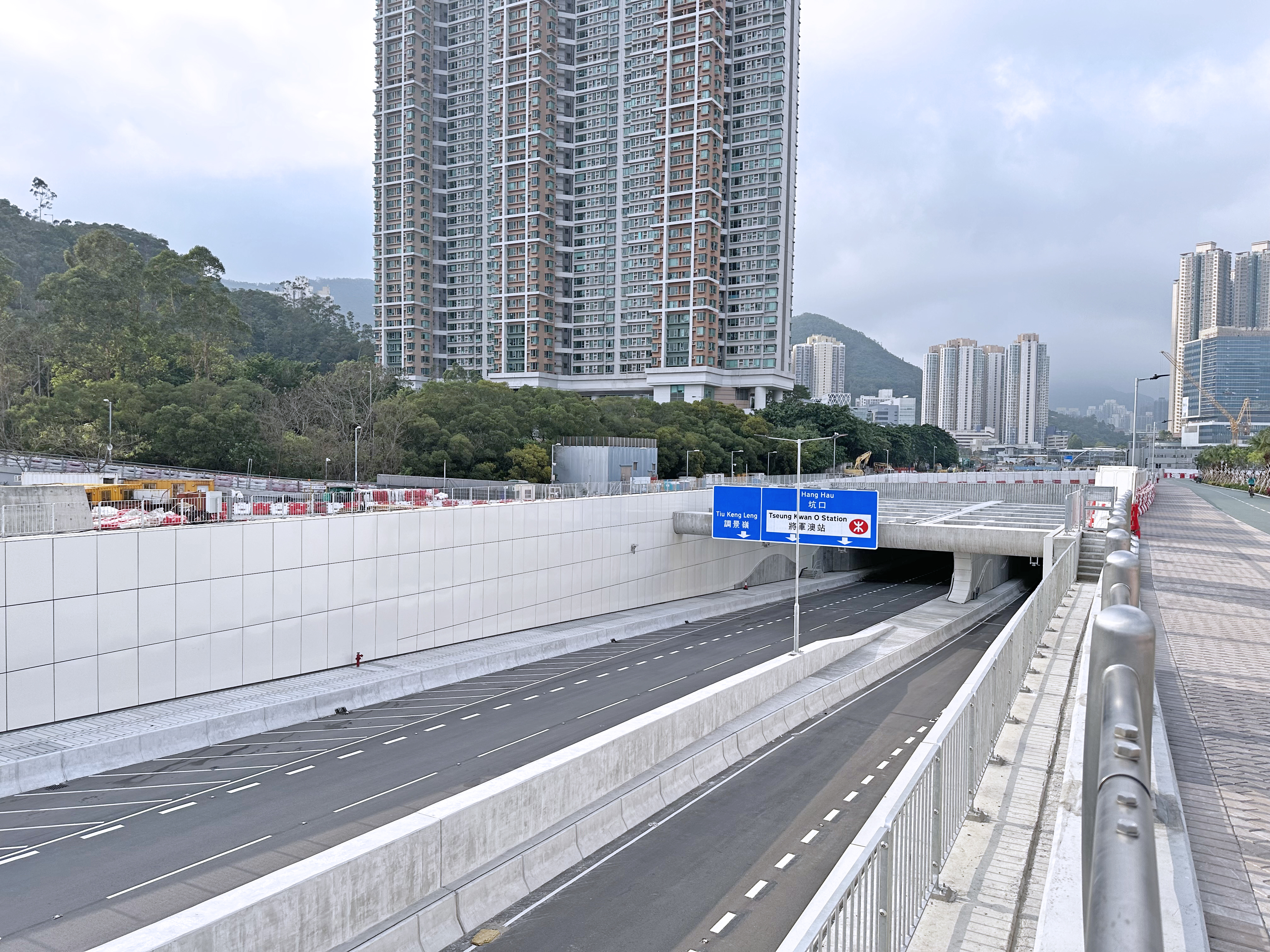
通往調景嶺的連接路

## 建設圖集

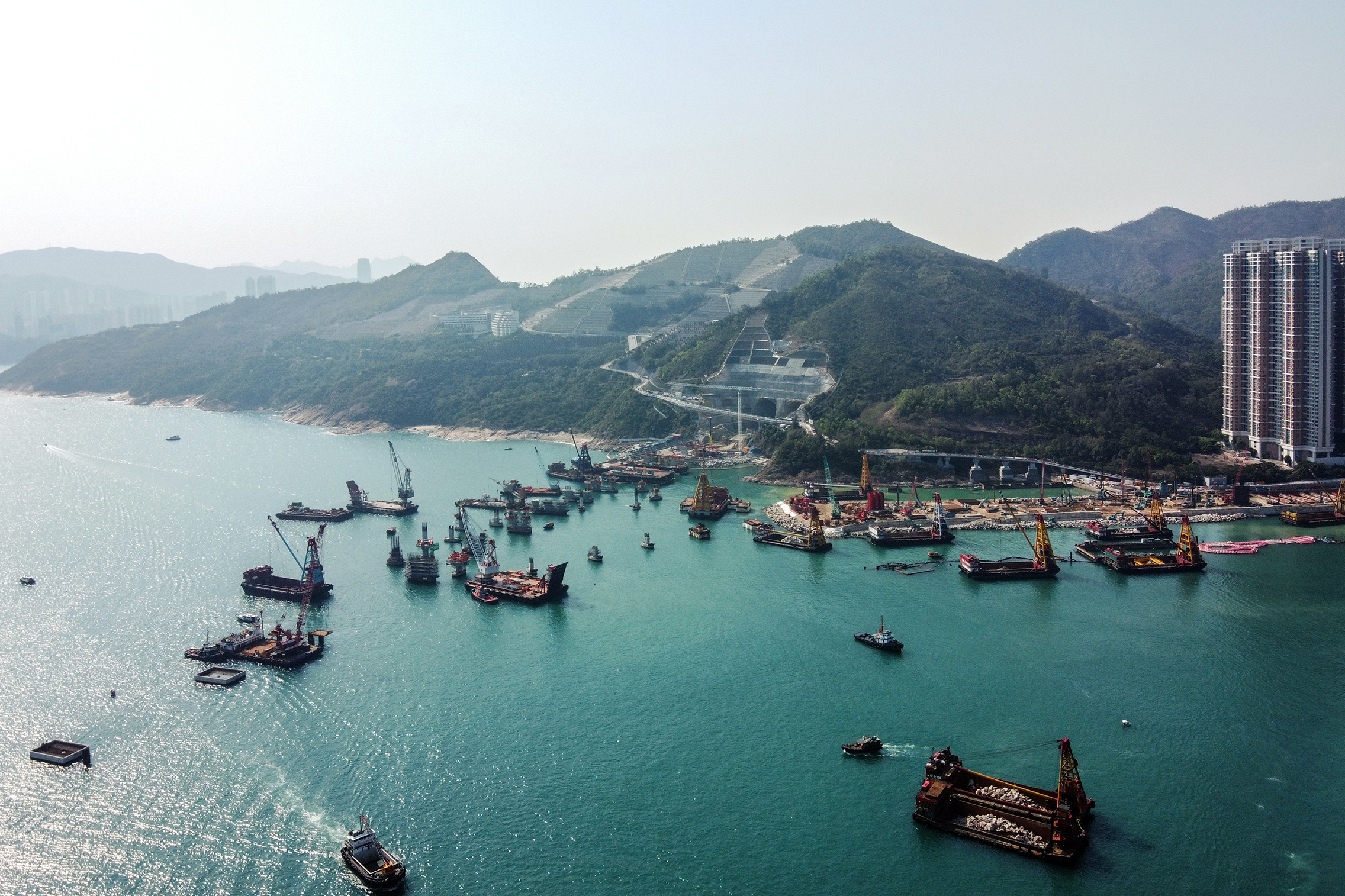
2020年2月
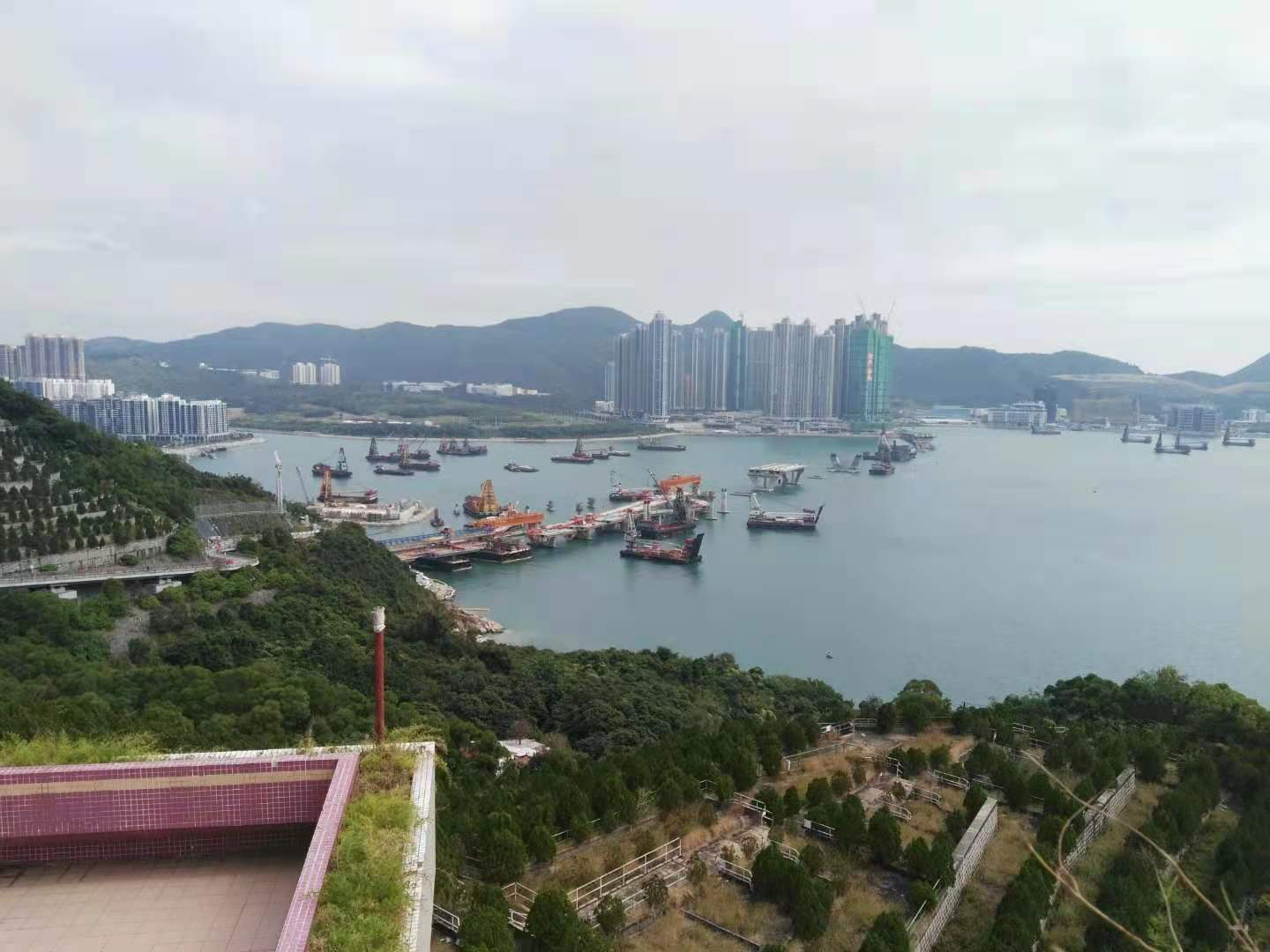
2020年11月
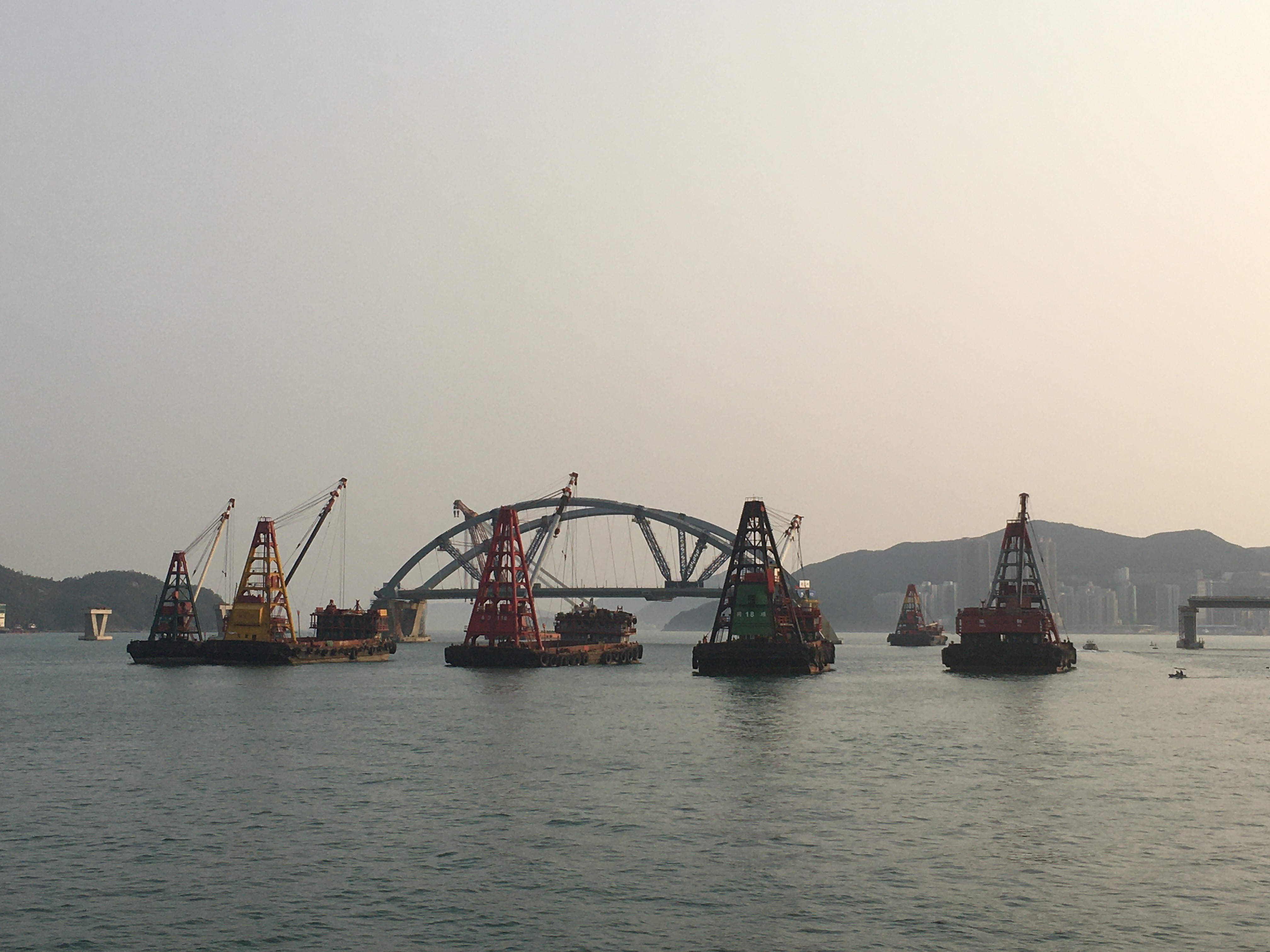
2021年3月
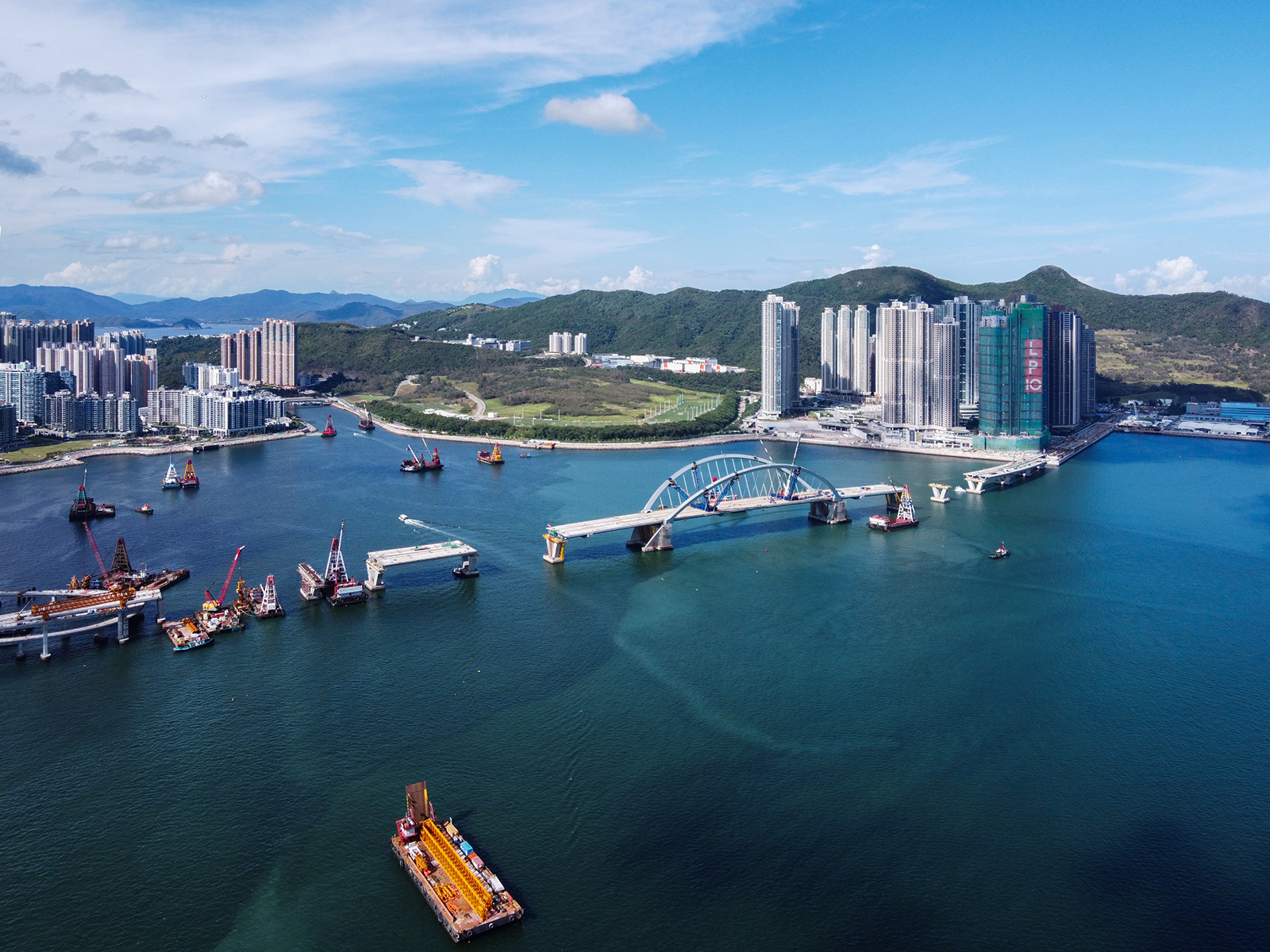
2021年5月
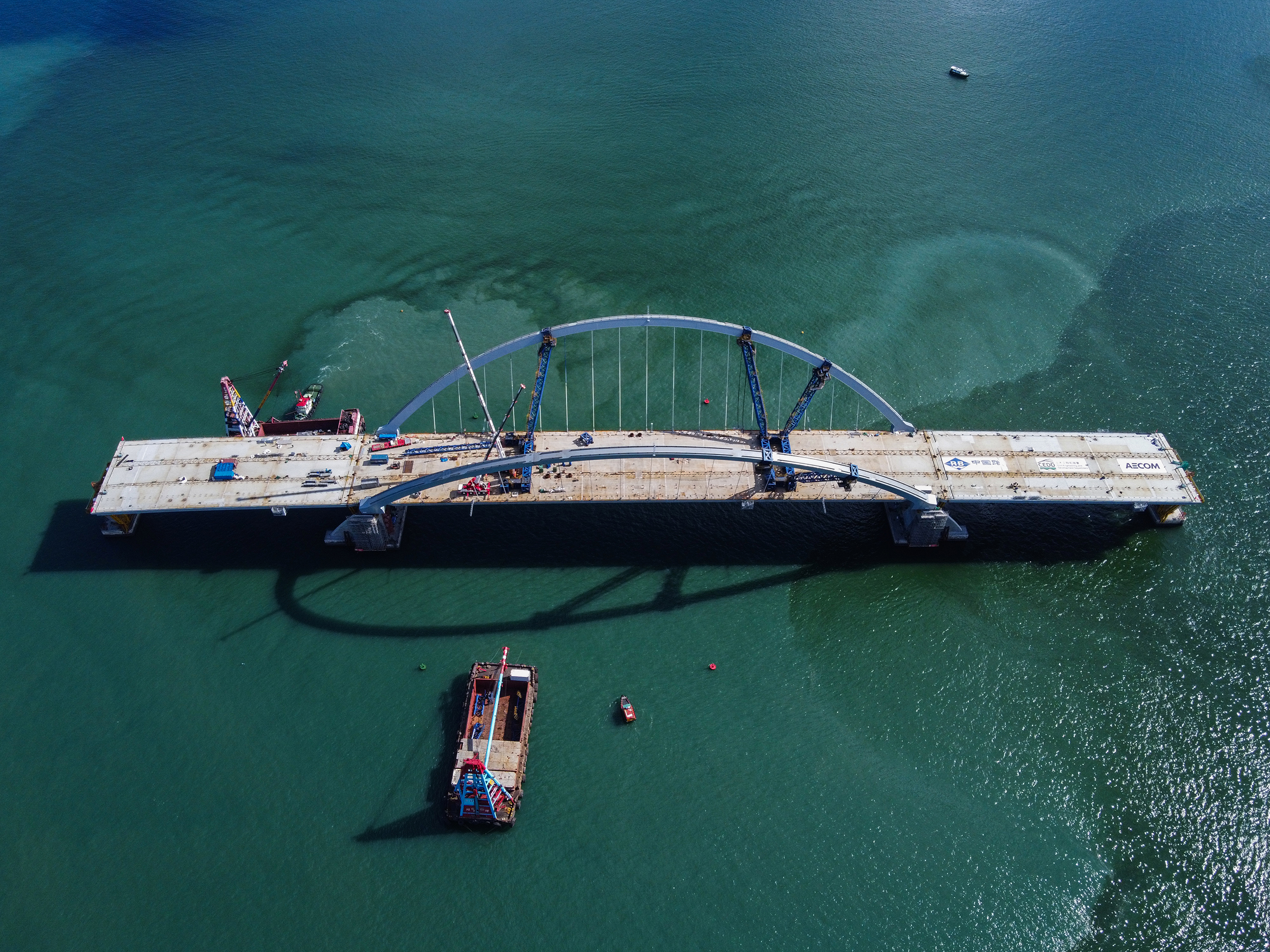
雙拱鋼橋（2021年5月）
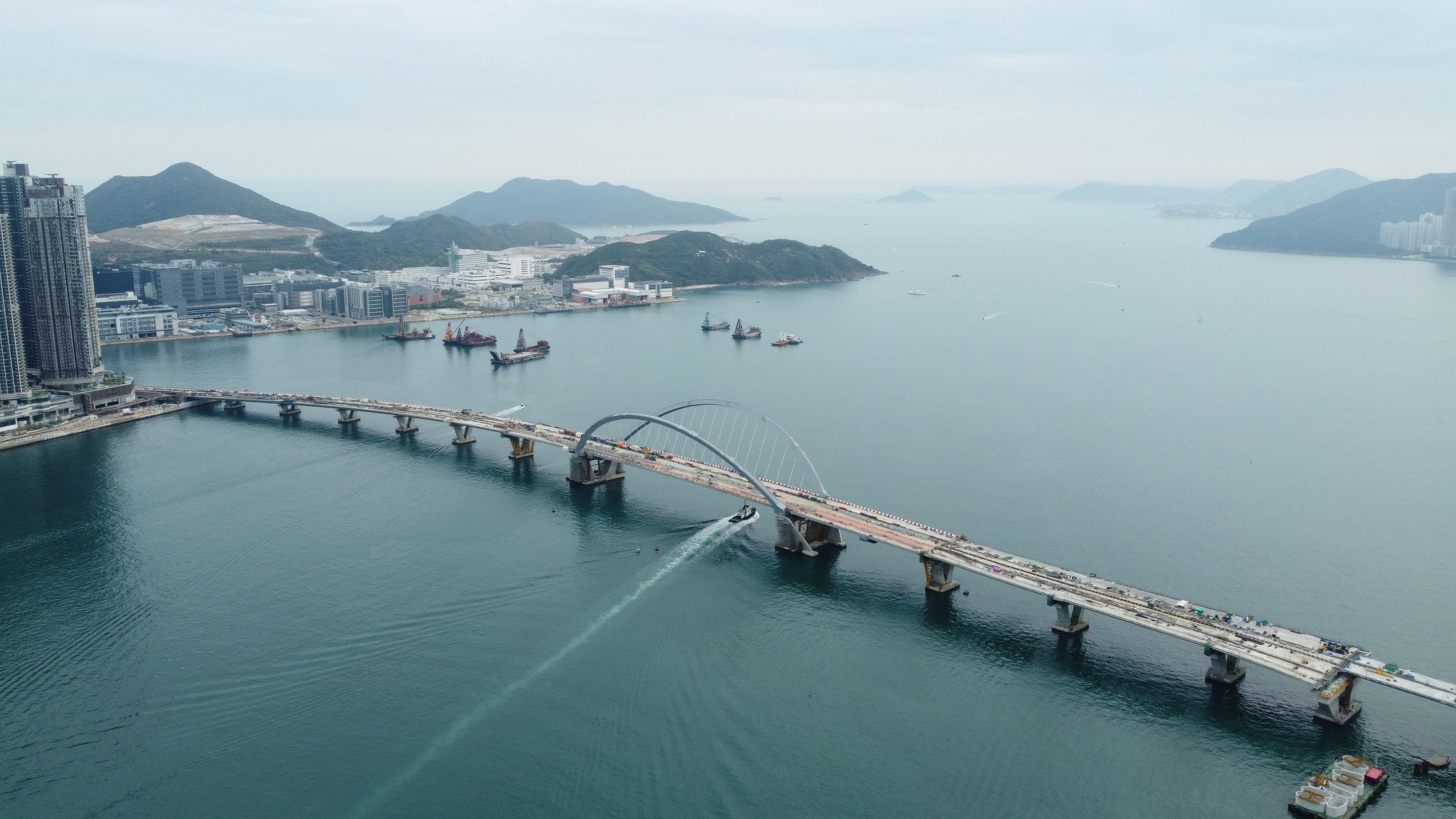
主橋合攏（2022年1月）

## 外部連結
- 將軍澳跨灣連接路網站 （页面存档备份，存于）
- 將軍澳跨灣連接路設計方案比較表
- 將軍澳－藍田隧道公眾參與網站 （页面存档备份，存于）